# Jean Lecomte (physicien)
Pour les articles homonymes, voir Lecomte.
Ne doit pas être confondu avec Jean Lecomte (général français 1903-1997).
Jean Lecomte, né le 5 août 1898 à Paris 16e et mort le 28 mars 1979 à Paris 15e, est un physicien français, directeur de recherches de classe exceptionnelle au CNRS, membre de l’Académie des sciences.
Il est reconnu comme étant l’un des pionniers de la spectrométrie infrarouge,.

## Biographie
Fils de René Lecomte, diplomate français, Jean Lecomte a épousé en secondes noces Marguerite Turquet Bravard de la Boisserie (fille du Comte François Turquet Bravard de la Boisserie et de Marie-Aymée de Charpin-Feugerolles).
Après avoir obtenu deux licences à la Faculté des sciences de Paris (Sorbonne), en sciences mathématiques et en sciences physiques, il est admis en 1919, à l’âge de 21 ans, en qualité de travailleur libre au Laboratoire de recherches physiques de ladite faculté, où, l’aisance financière de sa famille le lui permettant, il ne demande aucun salaire en rétribution de ses travaux de recherche qu’il choisit d’orienter vers l’étude du rayonnement infrarouge,,,.
Poursuivant parallèlement ses études, il accède en 1924 au grade de docteur ès sciences physiques en soutenant, devant la Faculté des sciences de Paris, une thèse intitulée :  « Contribution à l'étude de l'absorption des rayons infrarouges par les composés organiques ».
Son emploi bénévole au laboratoire de recherches physiques perdurera jusqu’à la création du CNRS en 1939, né de la fusion de plusieurs laboratoires, qui lui accordera alors le titre, et aussi désormais la rémunération, de maître de recherches. Il y sera ensuite nommé directeur de recherches en 1943, et directeur de recherches de classe exceptionnelle en 1958.
Élu membre de l’Académie des sciences le 27 avril 1959, il en assurera la vice-présidence en 1975 et 1976, mais, sa santé déclinant, il renoncera ensuite à son tour de présidence.
En 1963, il devient directeur à l’École pratique des hautes études.
Au cours de sa carrière, il sera aussi membre de nombreuses institutions scientifiques et sociétés savantes, en France comme à l’étranger,,. (Sélection) :
- Académie brésilienne des sciences (Rio de Janeiro),
- Académie des Lyncéens (Rome),
- Académie des sciences, belles-lettres et arts de Rouen[9],
- Académie des sciences de l'institut de Bologne,
- Académie pontificale des sciences[10],
- Association française pour l'avancement des sciences (Président 1968),
- Bureau des longitudes (Paris)[11],
- Comité national de la chimie (président)[12],
- Commission consultative du CNRS (physique moléculaire et instruments),
- Groupement pour l'avancement des méthodes spectroscopiques et physico-chimiques d’analyse (G.A.M.S),
- Union internationale de chimie pure et appliquée,
- Optical Society of America (Washington),
- Société d'encouragement pour l'industrie nationale (Président 1961-1968)[13],
- Société française de physique,
- Société royale des sciences de Liège (Président 1986),
- Société scientifique de Bruxelles.

## Travaux
Dès ses premiers pas de chercheur bénévole au sein du laboratoire de recherches physiques de la faculté des sciences de Paris, en 1919, il choisit de s’engager vers un domaine encore inexploré en France : la spectroscopie infrarouge,,.
Après quatre années de recherches aussi laborieuses qu’infructueuses, il commença à obtenir des résultats encourageants et put enfin, en juin 1924, soutenir sa thèse sur les spectres infrarouges des composés organiques.
Il apporta ensuite plusieurs perfectionnements techniques importants, notamment, en 1928, l’enregistrement photographique des spectres infrarouges, qui constitua une avancée mondiale majeure en termes de facilité et de rapidité d’analyse, ainsi que la mise en œuvre de la méthode des poudres, permettant d’examiner de nombreux corps solides, qui lui permit d’étudier des milliers de molécules organiques et d’en tirer des règles générales utiles en chimie.
Ses travaux permirent notamment d’analyser par infrarouge, bien plus aisément que par d’autres méthodes, les éléments constituant les carburants dans les domaines de l’aviation et de l’automobile.
Jean Lecomte orienta aussi ses recherches vers des études de structure des molécules et de leur mode de vibration, développant ainsi la méthode d’investigation infrarouge, laquelle se complète utilement avec la méthode des spectres de Raman découverte en 1928.
Bien que n’appartenant pas au corps enseignant, il fut aussi amené naturellement, de par sa renommée scientifique, à former de nombreux chercheurs, français et  étrangers, qui furent à leur demande ses disciples et a dirigé plusieurs dizaines de diplômes d’études supérieures ou thèses de doctorats ès sciences.
Internationalement reconnu, il participa à de nombreuses conférences de par le monde et fut notamment l'initiateur (avec Alfred Kastler) et, durant des années, l’organisateur des « Rencontres européennes de spectroscopie moléculaire » rassemblant tous les deux ans les spécialistes de la discipline, manifestations alternant avec des rencontres similaires organisées sur le continent américain par les Gordon Research Conferences (en).

## Publications
Jean Lecomte est l’auteur d’environ 400 publications scientifiques dans le domaine du rayonnement infrarouge,.

### Ouvrages principaux
- Jean Lecomte, Contribution à l'étude de l'absorption des rayons infrarouges par les composés organiques (Thèse de la Faculté des sciences de Paris, doctorat ès sciences physiques, n° 1807), Paris, La lino-générale, 1924, 295 p., in-8° (BNF 30767615).
- Jean Lecomte, Le spectre infrarouge, Paris, Journal de physique (Presses universitaires de France), coll. « Recueil des conférences-rapports de documentation sur la physique », 1928, 468 p., in-8° (BNF 32362184).
- Jean Lecomte, Le spectre infrarouge et ses applications dans les sciences naturelles et biologiques, Paris, Hermann & Cie, coll. « Actualités scientifiques et industrielles. Bibliothèque de la Société philomathique de Paris » (no VIII), 1943, 58 p. (BNF 32362186, lire en ligne).
- Jean Lecomte, Le rayonnement infrarouge : Applications biologiques, physiques et techniques, t. 1, Paris, Gauthier-Villars, coll. « Collection des actualités radiobiologiques », 1948, 392 p., in-8° (BNF 32362181), (Les deux tomes de cet ouvrage, qui totalisent 764 pages et 422 figures, ont paru en 1948 et 1949 dans le Handbuch der Physik (de) et ont été traduits en langue russe en 1958)[8].
- Jean Lecomte, Le rayonnement infrarouge : La spectrométrie infrarouge et ses applications physico-chimiques, t. 2, Paris, Gauthier-Villars, coll. « Collection des actualités radiobiologiques », 1949, 372 (paginé 393-764), in-8° (BNF 32362182).
- Jean Lecomte, « Spectroscopie dans l’infrarouge », dans Encyclopedia of Physics / Handbuch der Physik, vol. 5/26 : Lumière et Matière 2, Springer, Berlin, Heidelberg, 1958 (ISBN 978-3-662-35394-3 et 978-3-662-35393-6, DOI https://doi.org/10.1007/978-3-662-35393-6_4)[15].

## Décorations et hommages
De nombreuses distinctions honorifiques et scientifiques ont été octroyées à Jean Lecomte, en France comme à l'étranger. (Sélection) :
- Grand-officier de l’Ordre national de la Légion d'honneur[16],
- Commandeur de l’Ordre des Palmes académiques,
- Commandeur de l'Ordre de Léopold II,
- Officier dans l'Ordre du Sceau de Salomon (Éthiopie),
- Docteur honoris causa de l'Université de Fribourg-en-Brisgau,
- Docteur honoris causa de l'Université catholique de Milan.